# Sphenomorphus taiwanensis
Sphenomorphus taiwanensis là một loài thằn lằn trong họ Scincidae. Loài này được Chen & Lue mô tả khoa học đầu tiên năm 1987.